# Pygargue de Sanford
Icthyophaga sanfordi
Espèce
Statut de conservation UICN

 VU D1 : Vulnérable
Statut CITES
Le Pygargue de Sanford (Icthyophaga sanfordi) est une espèce de pygargues vivant sur les îles Salomon et en Papouasie-Nouvelle-Guinée. C'est une espèce monotypique.
Son nom commémore le chirurgien et ornithologiste amateur Leonard Cutler Sanford (en) (1868-1950).